# Опоряджувальні матеріали
Опоряджувальні матеріали — клас будівельних матеріалів для декоративного оформлення будівель і споруд, захисту їх від шкідливого впливу навколишнього середовища, поліпшення гігієнічних та експлуатаційних властивостей.
За призначенням оздоблювальні матеріали діляться на:
- власне оздоблювальні — шпалери, лакофарбові матеріали, лінолеум, штукатурка, шпаклівка та ін.
- конструкційно-оздоблювальні — використовуються в якості огороджувальних (див. Тримальні конструкції) елементів (гіпсокартонні плити, облицювальна цегла, підвісна стеля та ін.).
- спеціальні оздоблювальні — виконують додаткові функції по захисту людей від шкідливих виробничих факторів, для тепло- і звукоізоляції.

## Для оздоблення стін
- Декоративна штукатурка
- Облицювальна цегла
- Склопрофіліт
- Склоблок